# 南滑蜥
南滑蜥（学名：Scincella reevesii）为石龙子科滑蜥属的爬行动物。分布于亚洲东部，南至马来西亚西部，北至朝鲜，包括缅甸、泰国、越南以及中国大陆广西、广东、海南、香港、四川等地，一般栖息于低山区以及常活动于路旁落叶或橡胶林下草丛中。其生存的海拔范围为250至300米。该物种的模式产地在中国。

## 保护
本种于2023年被收录入《有重要生态、科学、社会价值的陆生野生动物名录》。